# 劉竑
劉竑（1477年—？），字伯慶，廣東肇慶府陽江縣人，民籍，明朝政治人物。

## 生平
弘治十七年（1504年）甲子科廣東鄉試第七十四名舉人。弘治十八年（1505年）中式乙丑科會試第二百三十四名，三甲第七十名進士。授缙云县知县，官至光禄寺丞。

## 家族
曾祖劉濟；祖父劉□，贈主事；父劉芳，□□。母徐氏（封安人）。具慶下。弟靖、翊。弟劉靖、劉翊。